# Spilichneumon bronteus
Spilichneumon bronteus är en stekelart som först beskrevs av Cresson 1864.  Spilichneumon bronteus ingår i släktet Spilichneumon och familjen brokparasitsteklar. Inga underarter finns listade i Catalogue of Life.